# Diestrammena wuyishanica
Diestrammena wuyishanica is een rechtvleugelig insect uit de familie grottensprinkhanen (Rhaphidophoridae). De wetenschappelijke naam van deze soort is voor het eerst geldig gepubliceerd in 2009 door Zhang & Liu.